# Thymbris convivus
Thymbris convivus är en insektsart som beskrevs av Carl Stål 1865. Thymbris convivus ingår i släktet Thymbris och familjen dvärgstritar. Inga underarter finns listade i Catalogue of Life.